# Смурфики: Загублене містечко
«Смурфики: Загублене містечко» (англ. Smurfs: The Lost Village) — анімаційний комп'ютерний 3D-фільм від студії Sony Pictures Animation. Мультфільм базується на основі популярної серії коміксів «Смурфики» бельгійського мультиплікатора Пейо і перезапускає серію фільмів «Смурфики» та «Смурфики 2». Режисером стрічки виступив Келлі Есбері, сценарій написали Стейсі Харман і Памела Рібон. Прем'єра в Україні відбулася 30 березня 2017 року.

## Сюжет
Смурфетка переймається, що у всіх в їхньому селищі є мета, окрім неї. Але що ж робити дівчині в селі? Шукати себе, звичайно! Коли вона випадково зустрічає таємничу істоту, що зникає в чарівному лісі, Смурфетка йде слідом у незвідані та заборонені хащі. Разом зі своїми братами та злим чаклуном Гаргамелем, що переслідує команду смурфиків, вони вирушають у захоплюючу подорож, наповнену небезпекою, пригодами та новими відкриттями, що приведуть їх до найбільшої таємниці в історії смурфиків!

## Ролі озвучували
- Демі Ловато — Смурфетка
- Рейн Вілсон — Ґарґамель
- Джо Манганьєлло — Силач
- Менді Патінкін — Тато Смурф
- Джек Макбраєр — Незграбко
- Денні Пуді — Мудрик
- Джулія Робертс — Смурфверба
- Мішель Родрігес — Шторм
- Еллі Кемпер — Смурфквітка
- Меган Трейнор — Мелоді
- Джейк Джонсон — Буркотун
- Гордон Рамзі — Бейкер
- Аріель Вінтер — Смурфлілі

## Український дубляж

### Інформація про дубляж
- Фільм дубльовано студією «Le Doyen» у 2017 році.
- Переклад Олекси Негребецького.
- Режисер дубляжу — Олекса Негребецький.
- Звукорежисери — Олена Лапіна, Фелікс Трєскунов та Станіслав Ногін.
- Переклад пісень Романа Дяченка.
- Музичний редактор — Тетяна Піроженко.
- Координатор дубляжу — Мирослава Сидорук.

### Ролі дублювали
- Оксана Гринько — Смурфетка.
- Олексій Череватенко — Силач.
- Євген Малуха — Ґарґамель.
- Олег Лепенець — Тато Смурф.
- Павло Лі — Незграбко.
- Єлизавета Мастаєва — Смурфлілія.
- Юлія Шаповал — Смурфгроза.
- Юрій Кудрявець — Цікавий.
- Дзідзьо — Мудрик.
- Юлія Саніна — Смурфквітка
- Лілія Ребрик — Смурфверба.
- Маргарита Мелешко — Співачка.

## Комікс
На початку 2017 року видавництво «Ірбіс Комікси» анонсувало вихід комікса «Загублене містечко» українською, який відбудеться одночасно з прем'єрою мультфільма «Смурфики: Загублене містечко» і розповідатиме про пов'язані події з майбутнім мультфільмом.